# Mamba negra
La mamba negra (Dendroaspis polylepis) és una espècie de serps de la família Elapidae; se la considera la serp més verinosa d'Àfrica. Amb una llargària mitjana de 2,5 m, pot arribar als 4,5 m. El seu nom es deu al color negre de la seva boca. Pot variar el color de la seva pell de verd groguenc a un gris metal·litzat. És una de les serps més ràpides del món, capaç de moure's de 16 a 20 km/h.
Es tracta d'una serp territorial; per això és molt agressiva si se sent amenaçada. Llavors, alça el cap tan amunt com pot, arqueja la part posterior i avança ràpidament mentre es balanceja sobre la part posterior del cos, obre les mandíbules, que revelen el negre de dins de la boca, xiulant agressivament. La seva mossegada injecta prop de 100 mg de verí, la qual cosa és letal per a un home adult (entre 10 i 15 mg ocasionen ja la mort a l'ésser humà). Quan caça animals petits els mossega una sola vegada i s'enretira, esperant que les neurotoxines del seu verí paralitzin la presa. La mort és produïda com a resultat de la paràlisi dels músculs respiratoris. Encara que el seu verí no és el més tòxic, degut a la seva naturalesa agressiva i a la gran quantitat de verí que injecta, com a la seva velocitat, és considerada com la serp més perillosa del món.
Aquestes serps resideixen en forats fets per insectes, caus abandonats, i entre les escletxes de la roca. Són d'hàbits diürns. Durant el dia busquen preses activament, tals com petits mamífers, ocells i llangardaixos. Tornen al mateix cau cada nit.